# Piotr Skubiszewski
Piotr Skubiszewski, né le 27 août 1931 à Borzykowa (Pologne), est un historien de l'art du Moyen Âge.

## Biographie
Il a fait ses études à l'Université de Poznań (Pologne) et y a commencé sa carrière. Docteur ès lettres en 1958, professeur agrégé en 1965, il est devenu titulaire de la chaire d'histoire de l'art de ladite Université en 1970.
Spécialiste de l'iconographie préromane, romane et gothique, il a publié plusieurs livres et de très nombreux articles. Il a été professeur aux universités de Varsovie et de Poitiers (1981-1998) et a donné des cours dans plusieurs universités à travers le monde.
Membre de nombreuses sociétés savantes, il est docteur honoris causa de l'Université catholique de Lublin (Pologne) et de celle de Poitiers (France).